# Philippinentrogon

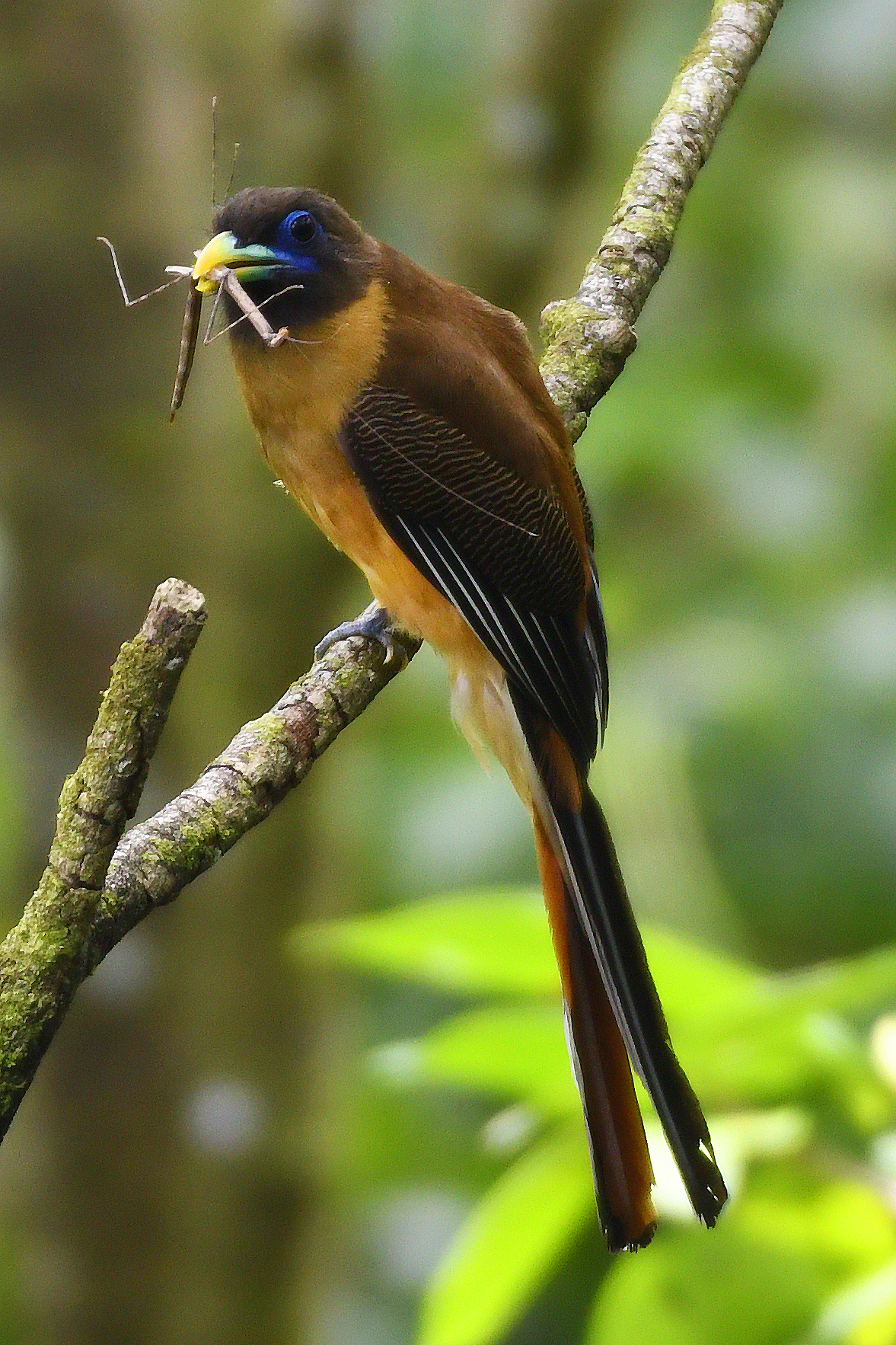
Weibchen mit Stabschreckenbeute

Der Philippinentrogon (Harpactes ardens) ist ein endemisch auf den Philippinen vorkommender Singvogel aus der Familie der Trogone (Trogonidae). Der Artname ist von dem lateinischen Wort ardens mit der Bedeutung „glänzend“ abgeleitet und bezieht sich auf die bunte Gefiederfärbung der Vögel. Bei der einheimischen Bevölkerung wird der Vogel „Ibong Adarna“ genannt, was sich auf einen farbenprächtigen mythischen Vogel aus einer beliebten philippinischen Folklore des frühen 19. Jahrhunderts bezieht, der den gleichen Namen trägt.

## Merkmale
Der Philippinentrogon erreicht eine Körperlänge von ca. 30 Zentimetern und ein Gewicht von 82 bis 114 Gramm. Die Geschlechter unterscheiden sich deutlich. Beim Männchen ist der Kopf schwarzbraun bis dunkel violett braun, das Gesicht ist blau und unbefiedert. Die Brust ist rosa, der Bauch kräftig rot. Das Rückengefieder einschließlich der oberen langen Schwanzfedern ist orangebraun. Die Flügel zeigen eine feine dunkelbraune Bänderung auf weißlichem oder gelblichem Grund. Die unteren Schwanzfedern sind weiß. Der Schnabel ist gelb mit grünlichem Schnabelfirst. Im Unterschied zu den Männchen ist bei den Weibchen der blaue Bereich im Gesicht reduziert. Die Oberseite ist durchgehend braungelb, die gesamte Unterseite trüb gelb. Aufgrund der markanten Zeichnung ist die Art unverwechselbar.

## Verbreitung, Unterarten und Lebensraum
Der Philippinentrogon kommt ausschließlich auf den Philippinen vor. Seine bevorzugten Lebensräume sind dichte, dunkle Wälder. Die Höhenverbreitung reicht von 200 bis auf 1670 Meter. Es werden fünf Unterarten geführt:
- Harpactes ardens ardens auf Mindanao, Dinagat Islands und Basilan
- Harpactes ardens linae auf Samar, Biliran, Leyte und Bohol
- Harpactes ardens minor auf Polillo Island
- Harpactes ardens luzoniensis auf Luzon (außer im Nordosten), Marinduque und Catanduanes
- Harpactes ardens herberti im Nordosten von Luzon.

## Lebensweise
Philippinentrogone sind sehr scheu und halten sich meist versteckt im Laub der Bäume auf. Sie ernähren sich sehr speziell, bevorzugt von Gespensterschrecken und Heuschrecken, die sie von der Vegetation aufpicken, seltener auch von Beeren sowie von kleinen Fröschen oder Echsen. Ihre Nester werden in Höhen von bis zu sechs Metern in Baumhöhlen angelegt. Es werden durchschnittlich drei Eier gelegt.

## Gefährdung
Der Philippinentrogon ist in seinen Vorkommensgebieten nicht selten und wird demzufolge von der Weltnaturschutzorganisation IUCN als „least concern = nicht gefährdet“ geführt. Aufgrund von Urbanisierung seines Lebensraums ist die Art jedoch im Rückgang begriffen. Trotz seiner farblichen Attraktivität gelangt die Art nur äußerst selten in den illegalen Tierhandel. Dies weil die Trogone nur spezielles Futter, das schwer zu beschaffen ist, annehmen und auch generell als Käfigvögel nur eine sehr kurze Lebensdauer haben.